# هراند باگراتیان
هراند آراراتی باگراتیان (ارمنی: Հրանտ Արարատի Բագրատյան؛ زادهٔ ۱۸ اکتبر ۱۹۵۸) یک سیاست‌مدار، و اقتصاددان اهل ارمنستان است. وی بین سال‌های ۱۹۹۳ تا ۱۹۹۶، چهارمین نخست‌وزیر ارمنستان بود. وی از تاریخ ۵ دسامبر ۱۹۹۱ تا تاریخ ۱۲ فوریه ۱۹۹۳ در دولت گاگیگ هاروتیونیان و دولت خسرو هاروتیونیان سمت وزیر اقنصاد ارمنستان را برعهده داشت. باگراتیان همچنین نماینده دوره پنجم مجلس ملی جمهوری ارمنستان بوده‌است.

## زندگی‌نامه
در ۱۸ اکتبر ۱۹۵۸ در ایروان به دنیا آمد و از دانشگاه دولتی ایروان و دانشگاه دولتی اقتصاد ارمنستان  فارغ‌التحصیل شد. 